# Europese kampioenschappen schaatsen afstanden 2020 - 5000 meter mannen
De Europese kampioenschappen schaatsen 2020 - 5000 meter mannen werd gehouden op zaterdag 11 januari 2020 in ijsstadion Thialf in Heerenveen.
Titelverdediger was Nicola Tumolero die de titel pakte tijdens de Europese kampioenschappen schaatsen 2018. Hij was deze editie afwezig en werd opgevolgd door Patrick Roest.

## Uitslag
| #      | Schaatser             | Land | Tijd    |
| ------ | --------------------- | ---- | ------- |
| Goud   | Patrick Roest         | NED  | 6.08,92 |
| Zilver | Sven Kramer           | NED  | 6.10,76 |
| Brons  | Denis Yuskov          | RUS  | 6.12,26 |
| 4      | Jorrit Bergsma        | NED  | 6.12,51 |
| 5      | Danila Semerikov      | RUS  | 6.13,77 |
| 6      | Sverre Lunde Pedersen | NOR  | 6.14,58 |
| 7      | Aleksandr Roemjantsev | RUS  | 6.16,09 |
| 8      | Andrea Giovannini     | ITA  | 6.16,88 |
| 9      | Davide Ghiotto        | ITA  | 6.17,54 |
| 10     | Bart Swings           | BEL  | 6.22,32 |
| 11     | Timothy Loubineaud    | FRA  | 6.24,62 |
| 12     | Hallgeir Engebraten   | NOR  | 6.25,25 |
| 13     | Håvard Bøkko          | NOR  | 6.26,44 |
| 14     | Michele Malfatti      | ITA  | 6.26,62 |
| 15     | Felix Maly            | GER  | 6.27,97 |
| 16     | Szymon Palka          | POL  | 6.30,10 |